# Osea Island
Osea Island (altenglisch Osyth Island, früher auch Osey genannt) ist eine bewohnte Gezeiteninsel im Mündungstrichter des Blackwater River in Essex in England.
Osea Island ist etwa 1,5 km² groß und mit dem Nordufer des Flusses durch einen Damm verbunden, der bei Hochwasser überflutet ist. Die Insel ist im Besitz des Musikproduzenten Nigel Frieda. Vor dem Jahr 2004 bewohnte eine kleine Künstlergemeinschaft, zu der u. a. der Maler Luke Elwes, die Fotografin Hélène Binet und der Philosoph David Papineau gehörten, die Insel.
Osea Island war während des Ersten Weltkrieges der Ort einer Torpedobootbasis, 2000 Seeleute wurden dort vor allem in temporären Hütten einquartiert, die nach dem Krieg entfernt wurden.

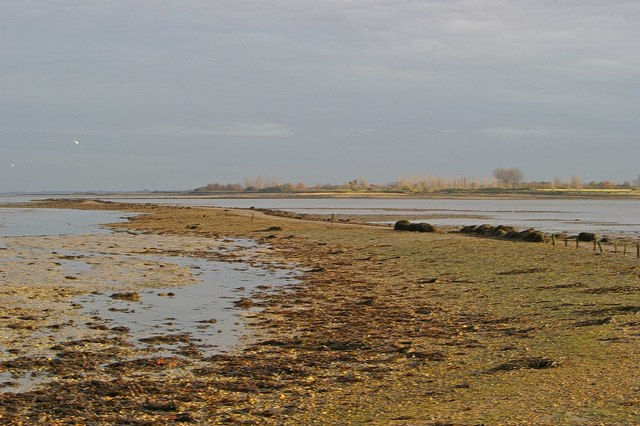
Osea Causeway

Northey Island liegt etwa 1,5 km westlich.

## Trivia
Die Straße zur Insel wurde zur Kulisse im Horrorfilm Die Frau in Schwarz. Die Insel spielt eine Hauptrolle in der Serie The third day.